# 卡比納特灣
66°35′S 63°10′W / 66.583°S 63.167°W
卡比納特灣（英語：Cabinet Inlet）是南極洲的海灣，位於葛拉漢地的弗因海岸，長58公里、寬43公里，由英國研究隊繪入地圖，現時由南極條約體系管理。